# Aplec de l'Esperit

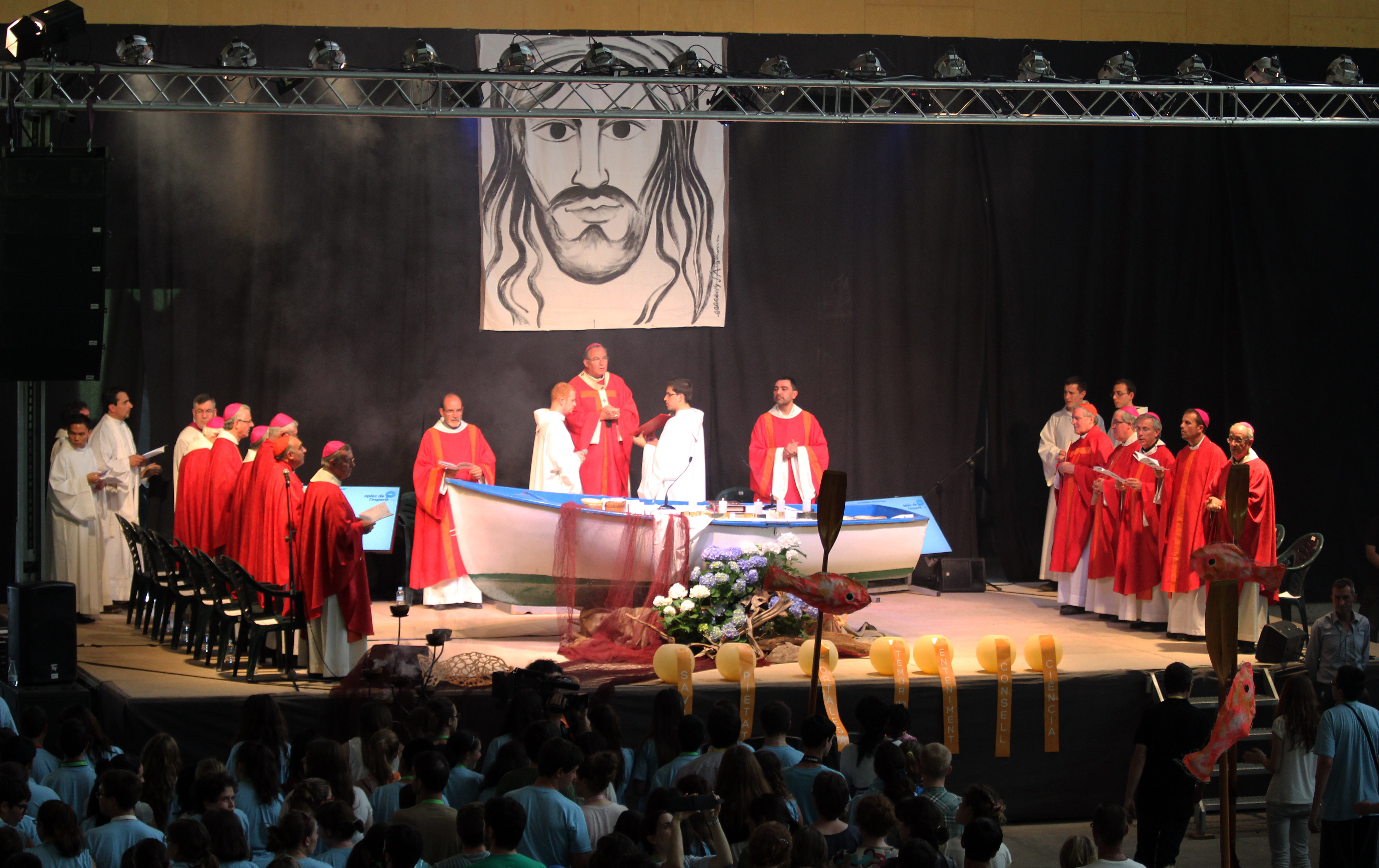
L'eucaristia de l'Aplec de l'Esperit celebrat el 2014, que se celebrà al pavelló de Banyoles amb una barca per altar

L'Aplec de l'Esperit és una trobada de joves catòlics de diversos grups cristians convocada pels bisbes catalans cada tres o quatre anys i que se celebra en la festa de la Pentecosta. L'objectiu és compartir vivències i reflexions sobre la fe. Amb el nom de Siurana de l'Esperit, el primer Aplec de l'Esperit fou una iniciativa dels Minyons Escoltes i Guies de Catalunya de l'any 1978. S'ha celebrat al Reial Monestir de Santa Maria de Poblet (1985), Lleida (1988), Manresa (1991), Vilafranca del Penedès (1998), La Seu d'Urgell (2002), Tarragona (2007), Terrassa (2010) i Banyoles (2014).
L'Aplec és convocat pels bisbes de la Conferència Episcopal Tarraconense (CET), mitjançant les delegacions diocesanes de pastoral de joventut que formen el Secretariat Interdiocesà de Joventut. Cada convocatòria se celebra en una diòcesi diferent. La trobada aplega joves vinculats a diferents realitats d'Església d'arreu de Catalunya, Balears i Andorra.

## Convocatòries
1. Siurana «Siurana de l'Esperit» (13-15 de maig de 1978)
2. Santuari del Miracle (Solsona) «Llum al vent del món» (29 i 30 de maig de 1982)
3. Reial Monestir de Santa Maria de Poblet (Tarragona) «Camins de participació, desenvolupament i pau» (25-26 de maig de 1985)
4. Lleida «Una fe, una comunitat, un futur» (21-22 de maig de 1988)
5. Manresa «Joves en l'Església, Testimonis en el món» (19 de maig de 1991)
6. Girona «Fes-te a la Mar» (22 de maig de 1994)
7. Vilafranca del Penedès «Deixa'l fer. L'Esperit és amb tu» (31 de maig de 1998)
8. La Seu d'Urgell «Néixer D9» (19 de maig de 2002)[2]
9. Tarragona «Marcats per l'Esperit» (26 de maig de 2007)[3][4]
10. Terrassa «Amb vosaltres cada dia» (22 de maig de 2010)[5]
11. Banyoles «És el Senyor» (7 de juny de 2014)[6]
12. Tortosa «Crist és la vida» (19 i 20 de maig de 2018)[7]

## Banyoles (2014)

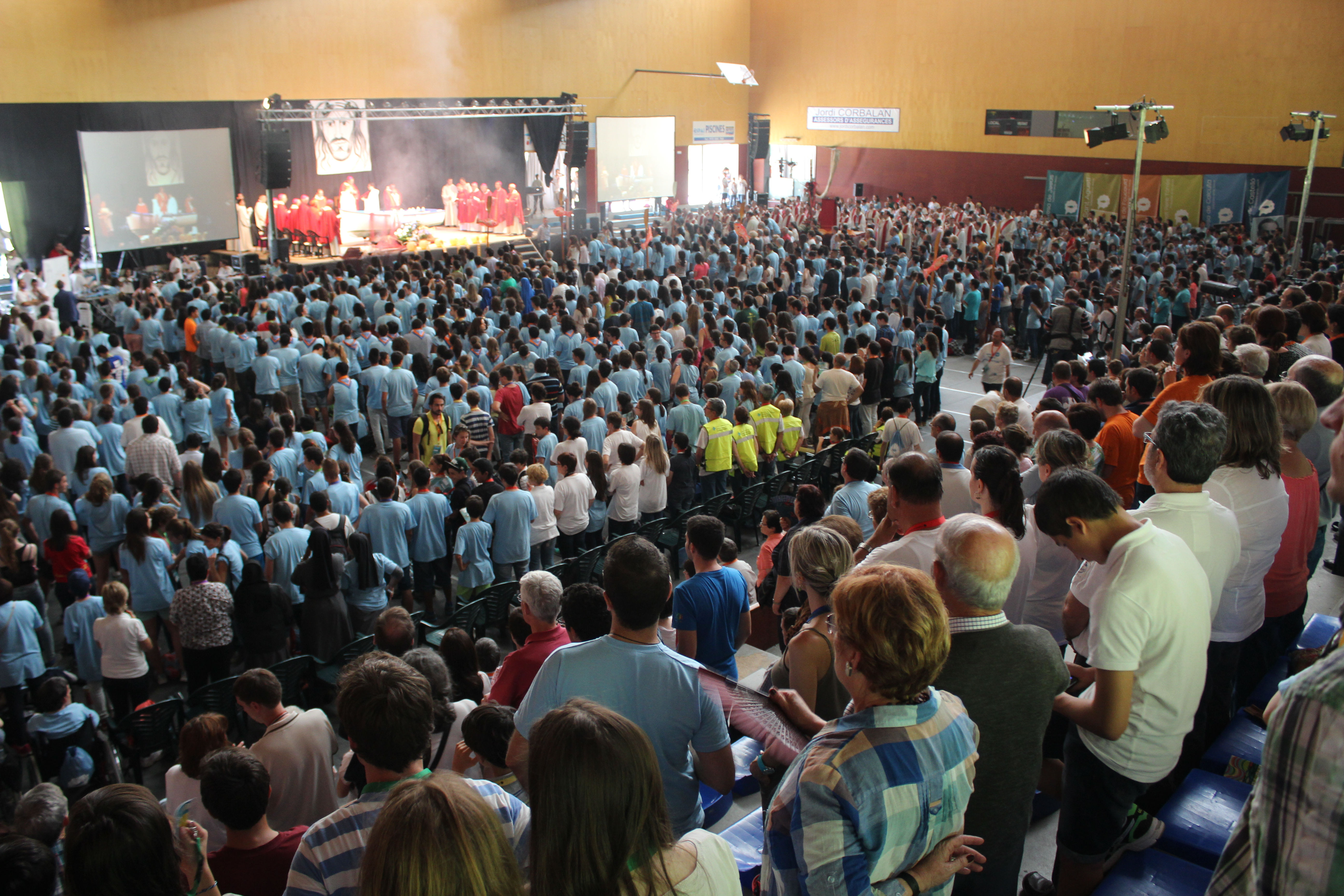
El pavelló de Banyoles s'omplí durant l'Eucaristia de l'Aplec de l'Esperit del 2014

Uns 2.000 joves cristians de Catalunya es van reunir al voltant de l'Estany de Banyoles, on els assistents van fer diverses pregàries i activitats. Les activitats van anar des d'una gimcana de reflexió per diferents punts al voltant de l'Estany fins a una tarda de música i testimonis de fe que va acabar amb una missa oficiada per tots els bisbes catalans amb unes 2.500 persones. La inauguració de l'acte va anar a càrrec de la vicepresidenta del Govern, Joana Ortega, el bisbe de Girona, Francesc Pardo, i l'alcalde de Banyoles, Miquel Noguer. Van organitzar les activitats la pastoral de Joves del Bisbat de Girona amb 150 voluntaris. Els joves participants també van poder compartir un dinar de pícnic amb els bisbes catalans. En aquesta ocasió part del cost de les inscripcions es destinà al servei d'integració escolar de Càritas.
Al matí els joves participaren en un espai on s'aprofundia en la lectura dels evangelis, un altre de pregària i un tercer de testimonis, mentre que els majors de 25 anys tingueren una sessió d'introducció bíblica a càrrec d'Armand Puig i Tàrrech. El matí acabà amb música al Parc de la Draga i un dinar. A la tarda hi hagué més testimonis i actuacions musicals a més del projecte social de l'Aplec amb Càritas, amb l'objectiu de sensibilitzar els joves perquè col·laborin en un programa de reforç escolar per a infants i adolescents amb dificultats, i a més part de les inscripcions van servir per comprar material escolar a estudiants necessitats. Per acabar se celebrà una Eucaristia al pavelló d'esports amb una barca com altar, on joves de diverses diòcesis portaren la creu, l'Orquestra Diocesana de Girona amenitzà els cants i es realitzà a temps real i durant la celebració una imatge de Jesucrist.

## Tortosa (2018)
L'edició de Tortosa es va celebrar els dies 19 i 20 de maig de 2018 i va estar organitzada per uns 200 voluntaris. Més d'un miler de joves es van reunir el dissabte al matí al Seminari de Tortosa i van anar fins al Parc Teodor González, on hi va haver un espectacle de benvinguda amb diverses actuacions. A la tarda hi va haver una dinàmica de grup sobre la set de felicitat a la Universitat Rovira i Virgili. Al vespre, una Eucaristia a la Catedral de Tortosa i un concert del grup britànic Worship Central. El diumenge l'Aplec es traslladà a Sant Carles de la Ràpita, amb diverses activitats i la renovació de les promeses del baptisme al Parc Garbí.